# Andelain
Andelain és un municipi francès situat al departament de l'Aisne i a la regió dels Alts de França. L'any 2007 tenia 175 habitants.

## Demografia

### Població
El 2007 la població de fet d'Andelain era de 175 persones. Hi havia 69 famílies de les quals 15 eren unipersonals (4 homes vivint sols i 11 dones vivint soles), 23 parelles sense fills, 27 parelles amb fills i 4 famílies monoparentals amb fills.
La població ha evolucionat segons el següent gràfic:
Habitants censats

### Habitatges
El 2007 hi havia 74 habitatges, 70 eren l'habitatge principal de la família, 2 eren segones residències i 2 estaven desocupats. 71 eren cases i 2 eren apartaments. Dels 70 habitatges principals, 58 estaven ocupats pels seus propietaris i 11 estaven llogats i ocupats pels llogaters; 4 tenien dues cambres, 7 en tenien tres, 14 en tenien quatre i 45 en tenien cinc o més. 55 habitatges disposaven pel capbaix d'una plaça de pàrquing. A 21 habitatges hi havia un automòbil i a 43 n'hi havia dos o més.

### Piràmide de població
La piràmide de població per edats i sexe el 2009 era:
| Homes | Edats   | Dones |
| ----- | ------- | ----- |
| 0     | 95 o +  | 0     |
| 0     | 90 a 94 | 0     |
| 0     | 85 a 89 | 0     |
| 0     | 80 a 84 | 0     |
| 4     | 75 a 79 | 4     |
| 0     | 70 a 74 | 4     |
| 8     | 65 a 69 | 0     |
| 4     | 60 a 64 | 8     |
| 0     | 55 a 59 | 0     |
| 0     | 50 a 54 | 4     |
| 12    | 45 a 49 | 0     |
| 8     | 40 a 44 | 12    |
| 12    | 35 a 39 | 8     |
| 4     | 30 a 34 | 12    |
| 0     | 25 a 29 | 0     |
| 4     | 20 a 24 | 0     |
| 0     | 15 a 19 | 4     |
| 12    | 10 a 14 | 12    |
| 16    | 5 a 9   | 16    |
| 0     | 0 a 4   | 0     |

## Economia
El 2007 la població en edat de treballar era de 117 persones, 88 eren actives i 29 eren inactives. De les 88 persones actives 78 estaven ocupades (38 homes i 40 dones) i 10 estaven aturades (6 homes i 4 dones). De les 29 persones inactives 12 estaven jubilades, 6 estaven estudiant i 11 estaven classificades com a «altres inactius».

### Ingressos
El 2009 a Andelain hi havia 73 unitats fiscals que integraven 192 persones, la mediana anual d'ingressos fiscals per persona era de 17.771,5 €.

### Activitats econòmiques
Els 2 establiments que hi havia el 2007 eren d'empreses de construcció.
L'únic servei als particulars que hi havia el 2009 era una empresa de construcció.

## Poblacions més properes
El següent diagrama mostra les poblacions més properes.